# Renée van Laarhoven
Renée van Laarhoven (* 15. Oktober 1997 in Nijmegen) ist eine niederländische Hockeyspielerin. 2022 wurde sie Weltmeisterin, 2023 Europameisterin und 2024 Olympiasiegerin.

## Leben
Renée van Laarhoven wurde 2017 Junioren-Europameisterin. 2018 nahm sie an der Halleneuropameisterschaft in Prag teil. Die Niederländerinnen unterlagen im Finale den Deutschen im Shootout, wobei Renée van Laarhoven ihren Versuch nicht verwandeln konnte.
Im Gegensatz zu Deutschland gehen in den Niederlanden Hallenländerspiele nicht in die Länderspielstatistik ein. Die Deckungsspielerin debütierte im November 2018 in der Nationalmannschaft und bestritt 71 Länderspiele, in denen sie 3 Tore erzielte.(Stand 9. August 2024)
Ihr erstes großes Turnier war die Weltmeisterschaft 2022 in Amstelveen und Terrassa. Die Niederländerinnen gewannen ihre Vorrundengruppe. Nach dem Viertelfinalsieg über die Belgierinnen in Amstelveen mussten die Niederländerinnen für die Finalspiele nach Terrassa. Im Halbfinale gewann die Mannschaft mit 1:0 gegen die Australierinnen. Im Finale siegten die Niederländerinnen mit 3:1 gegen Argentinien. Renée van Laarhovn wirkte in allen sechs Spielen mit.
Im Jahr darauf gewannen die Niederländerinnen bei der Europameisterschaft 2023 in Mönchengladbach alle fünf Spiele. Nach einem 7:0-Halbfinalsieg gegen die Engländerinnen bezwang die Mannschaft im Finale die Belgierinnen mit 3:1. Renée van Laarhoven war in allen fünf Spielen dabei.
Im August 2024 bei den Olympischen Spielen in Paris besiegten die Niederländerinnen im Viertelfinale die Britinnen mit 3:1. Nach einem 3:0-Sieg im Halbfinale gegen die Argentinierinnen gewannen die Niederländerinnen im Endspiel gegen die Chinesinnen im Shootout, nachdem es am Ende der regulären Spielzeit 1:1 gestanden hatte. Renée van Laarhoven war in allen acht Spielen dabei.
Renée van Laarhoven spielte lange beim SV Kampong und wechselte 2021 zum Stichtse Cricket en Hockey Club.